# Мустафаева, Алида Фархад кызы
Алида Фархад кызы Мустафаева (азерб. Alidə Fərhad qızı Mustafayeva; род. 30 августа 1987, Баку, Азербайджанская ССР, СССР) — азербайджанская тележурналистка.

## Карьера
Родилась 30 августа 1987 года в Баку в интеллигентной семье. Её отец, доктор философии, доцент Мустафаев Фархад Мухаммад оглы — внук уроженца села Ашагы Салахлы Казахского района Самедв Ага Мустафаева. Её мать Кесеманли Ирада Баба кызы — внучка уроженца села Гыраг Кесемен Акстафинского района Салим бека. В 2004 году окончила среднюю школу № 5 имени Самира Гаджиева Насиминского района города Баку. В 2008 году с отличием окончила факультет Европоведение и международных отношений Азербайджанского университета языков по специальности «америконоведение».
С 27 сентября по 27 октября 2007 года проходила стажировку в отделе международных отношений Аппарата Милли Меджлиса Азербайджанской Республики. 7 декабря 2009 года пройдя отбор была принята на работу в телерадиокампанию ATV. Начала свою деятельность как автор и ведущая рубрик «Binaların tarixi» и «Yazarlar» утренней программы. Начиная с 17 сентября 2010 года стала ведущей «Son xəbər» на радиоволнах «106 FM» и «106.3 FM». С 20 июня 2011 года стала ведущей программы «Son Xəbər» на ATV. В разное время, наряду с новостями, была ведущей программ «ATV İqtisadiyyat» и «ATV Dünya». 8 апреля 2016 года покинула телеканал ATV. С 4 июля 2016 года начала вести передачи «Salam, Azərbaycan» и «Xəbərçi» на канале ANS. С 18 июля 2016 года прекратила работу в связи закрытием телеканала ANS. 5 января 2017 года была принята на Азербайджанское Государственное телевидение AzTV. В январе того же года начала работать ведущей информационной программы «Xəbərlər». Ушла с канала 8 сентября 2017 года.
11 сентября 2017 года начала работать ведущей информационной программы «Carçı» Общественной телерадиокомпании и программы «Xəbər vaxtı» на «90 FM». В 2019 году стала ведущей программ «Diqqət Mərkəzi», «Diqqət Mərkəzi Yekun». С 11 сентября 2017 года по 21 января 2021 года стала вести телепрограмму «İTV Xəbər» а так же выпуски новостей на Общественном радио. В 2019 году была аккредитована Общественной телерадиокомпанией на должность корреспондента в Администрации Президента. 21 января 2021 года покинула ITV и возобновила работу на AzTV.

## Награды
- В 2018 году она была удостоена награды «Диплом персона» от издательской компании «Талантливый человек года» за умение донести новости до аудитории своеобразным образом.
- В 2018 году генерал-полковник Тофик Агагусейнов наградил ее юбилейной медалью «30 лет»  Организации ветеранов войны, труда и вооруженных сил Азербайджанской Республики.
- В 2019 году она была удостоена награды «Друг прессы» - Национальной независимой премии за профессиональную телевизионную деятельность.
- В 2019 году она была удостоена награды «Деловая женщина года» за профессиональную деятельность в сфере телевидения.
- В 2019 году награждена премией «Персона искренности года» за профессиональную телевизионную деятельность.
- В 2019 году была награждена премией «Best of Azerbaijan-2019» от «EMedia Group» за полезное участие в истории азербайджанской прессы и информации.
- В 2021 году была удостоена награды «Деловая женщина года» за умение своей искренностью завоевать симпатии публики.